# サムイル (ブルガリア皇帝)
サムイル（ブルガリア語: Самуил, 958年 - 1014年10月6日）は、西ブルガリア帝国（第一次ブルガリア帝国）の皇帝（ツァール、在位：997年 - 1014年（976年から997年までロマン1世と共同統治））。ラテン文字では Samuil, Samuel, Samoil などと表記される。母はアルメニア人だったと伝えられる。

## 生涯

### 第一次ブルガリア帝国
第一次ブルガリア帝国は皇帝を称したシメオン1世の死後、反撃に出た東ローマ帝国やセルビア人・マジャール人などとの戦いで衰退していた。969年にはキエフ大公国のスヴャトスラフ1世の遠征によって打撃を受け、さらに東ローマ帝国のヨハネス1世ツィミスケスがブルガリアを征服。皇帝ボリス2世やブルガリアの皇族は東ローマの帝都コンスタンティノポリスへと連れ去られてしまい、いったん第一次ブルガリア帝国は滅びた。

### 西ブルガリア帝国

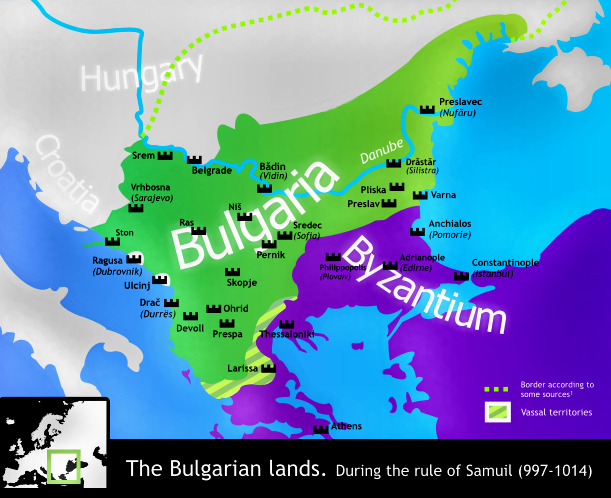
サムイルの治世のブルガリア（1000年頃）

しかし、地方長官（マケドニア伯）の息子だったサムイルら4人の兄弟は、ヨハネス1世死後の東ローマの内紛に乗じてブルガリアで反乱を起こした。サムイルはボリス2世の弟ロマン1世の共同統治者として皇帝を称し、オフリダ（現在のマケドニア共和国のオフリド）に首都をおいた。西ブルガリア帝国（「サムイルの帝国」とも）は瞬く間に勢力を拡大し、バルカン半島の西北部を制圧、さらにはギリシャの都市ラリサを占領した。
その後シメオンは、ヨハネス1世の後を継ぎ、親征してきた東ローマ皇帝バシレイオス2世との対決に勝利する（トラヤヌスの門の戦い）。当時の東ローマでは軍事貴族の反乱が相次いでいたこともあって、以後しばらくは東ローマは反撃できない状態が続き、サムイルは黒海からアドリア海に至るバルカン半島の大半を支配し、東ローマには南部の沿岸部しか残されなかった。
しかし、キエフ大公国の援軍を得て反乱を鎮圧したバシレイオスは、990年頃から反撃を開始した。サムイルはハンガリー王国との同盟などで対抗するが、997年のスペルヒオス川の戦いを契機に徐々に劣勢に立たされてしまう。1000年頃から東側の領土を次々に東ローマに奪われ、バシレイオス2世の懐柔策により東ローマ帝国の高官の地位や多額の恩賞を得た軍司令官たちが次々と東ローマに寝返っていった。その中にはブルガリア皇帝ペタル1世の息子ロマン1世などもいた。

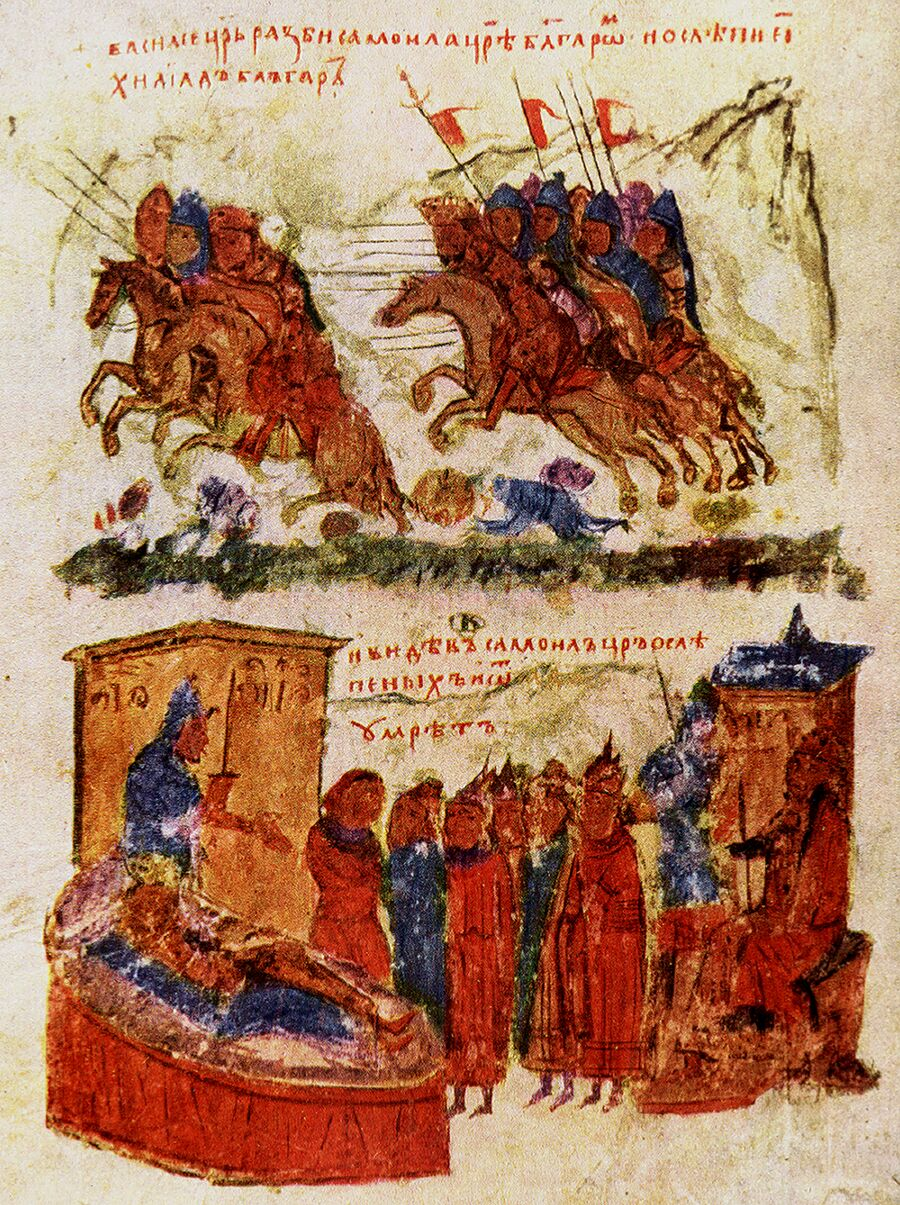
クリディオンの戦い。東ローマ軍が勝ち（上）、サムイルは盲目の捕虜達の送還に卒倒した（下）

1014年の7月、クレディオン峠の戦いでサムイルは東ローマ軍に敗北する。サムイルは逃れたものの、バシレイオス2世が送ってきた両目を潰された1万4千人ものブルガリア人捕虜がぞろぞろやってくるのを見て卒倒し、2日後の1014年10月6日に崩御した。
サムイルの崩御後も残された2人の息子や将軍たちが抵抗していたが、4年後の1018年には東ローマに降伏している。